# チーム群馬(仮)
チーム群馬（仮）（チームぐんまかり）は、群馬県出身の4人組アイドルグループである。

## 概要
エアリーズエンタテインメント所属であり、2015年（平成27年）4月11日にデビュー。

## メンバー
- 早川真矢
- 鈴木綾音
- 高見繭
- 小沢優里菜

## 出演歴
- 2016年（平成28年）9月17日-19日：ワープステーション江戸にて開催された、「忍者WARS2016〜秋の陣〜×アイドル旋風祭inワープステーション江戸」の3日目（9月19日）第1部に出演[1]。